# Bairols
Bairols (okzitanisch Bairòls, italienisch Bairolo) ist eine südfranzösische Gemeinde im Département Alpes-Maritimes in der Region Provence-Alpes-Côte d’Azur. Sie gehört zum Arrondissement Nizza, zum Kanton Vence und ist Mitglied des Gemeindeverbandes Métropole Nice Côte d’Azur. Die Bewohner nennen sich Bairolois.

## Geographie
Die Gemeinde liegt im Bereich der Seealpen. Die angrenzenden Gemeinden sind Ilonse im Norden, Marie (Berührungspunkt) im Nordosten, Clans im Osten, Tournefort im Südosten, Massoins im Südwesten und Villars-sur-Var (Berührungspunkt) im Westen.

## Geschichte
Eine frühe Erwähnung der Siedlung stammt aus dem Jahr 1040 unter dem Namen „Bairolum“.

### Bevölkerungsentwicklung
| Jahr      | 1962 | 1968 | 1975 | 1982 | 1990 | 1999 | 2008 | 2014 |
| --------- | ---- | ---- | ---- | ---- | ---- | ---- | ---- | ---- |
| Einwohner | 25   | 37   | 30   | 38   | 73   | 114  | 105  | 106  |

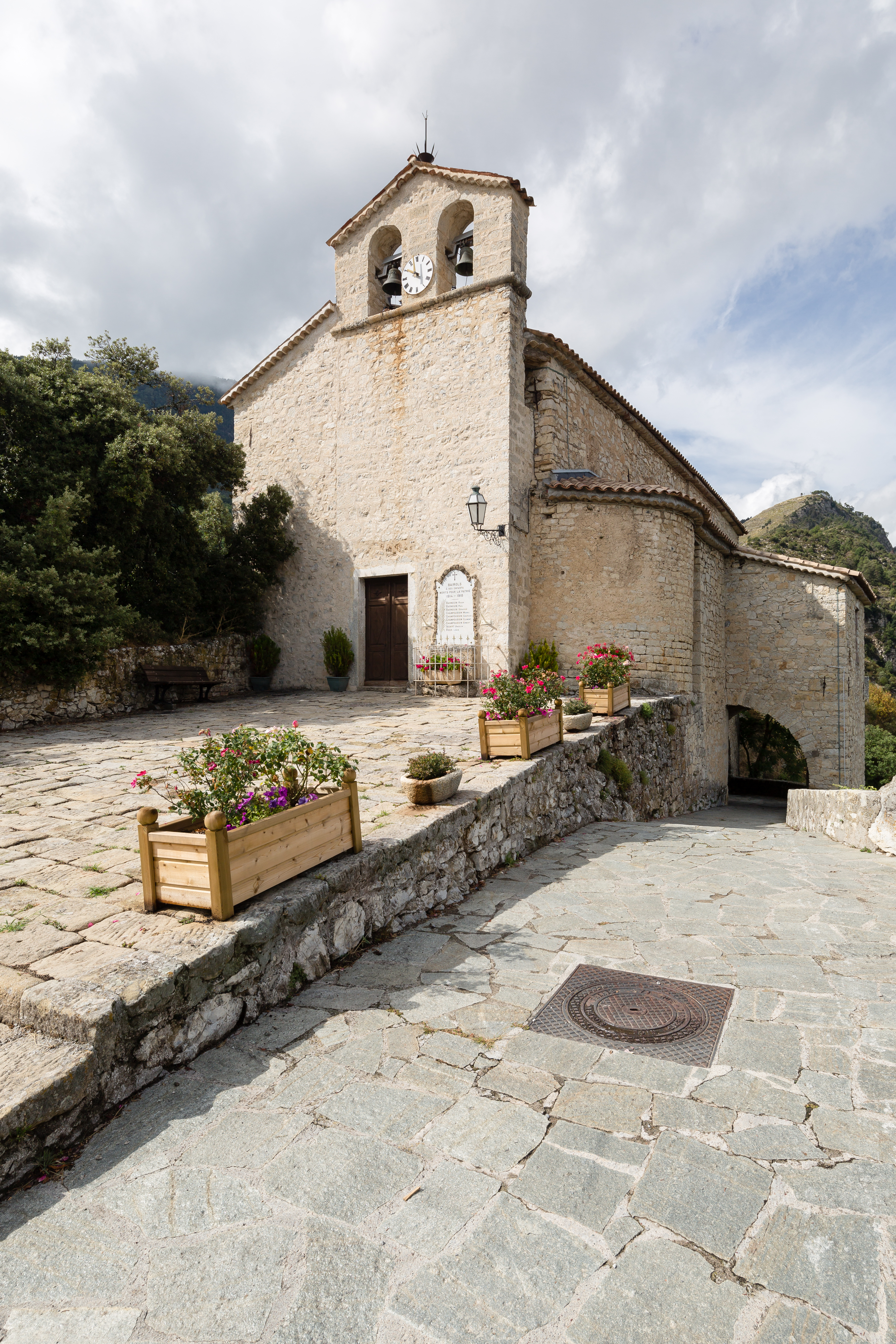
Kirche Sainte-Marguerite
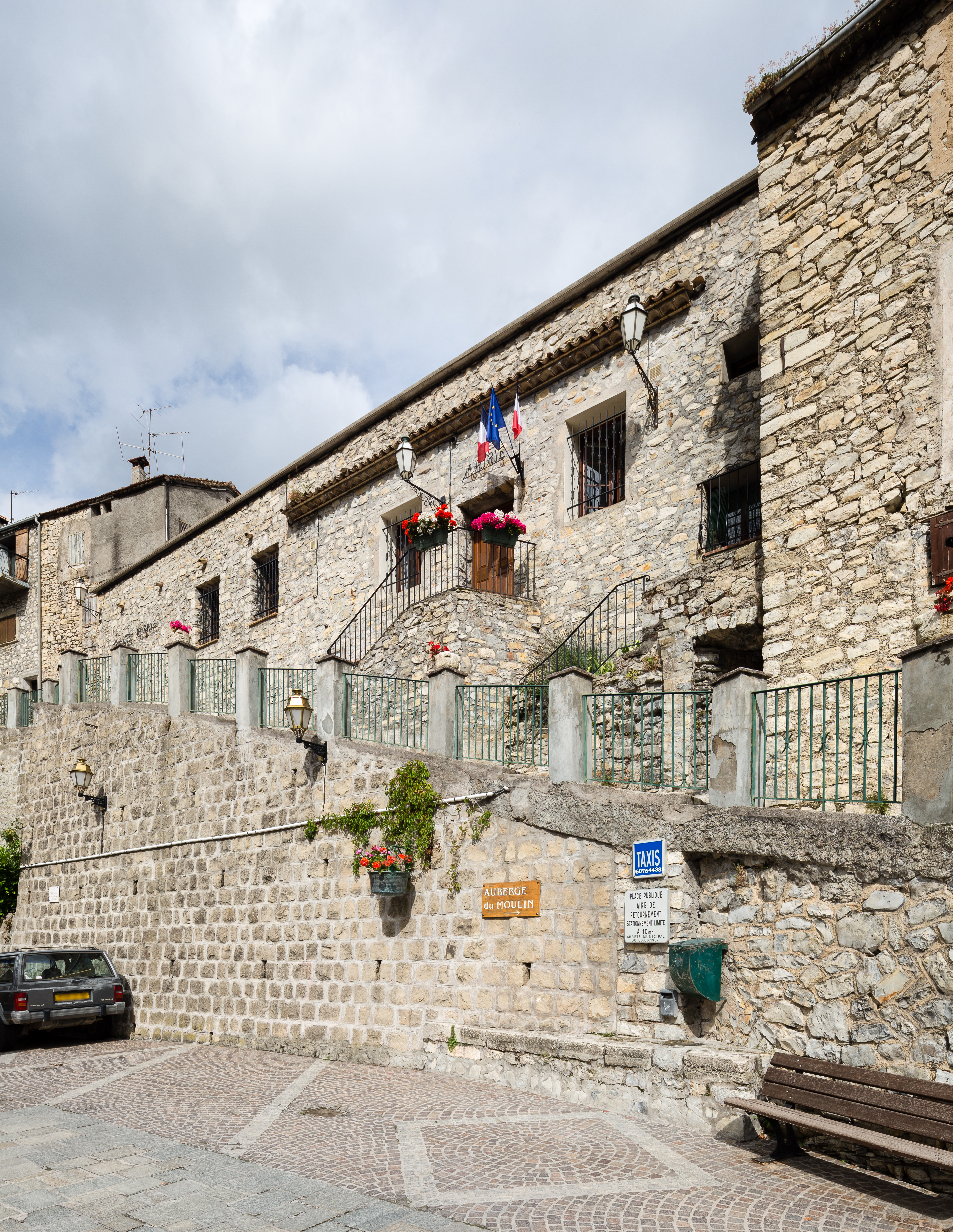
Mairie Bairols

## Sehenswürdigkeiten
Siehe: Liste der Monuments historiques in Bairols